# Rettenbach (Gemeinde Bad Ischl)

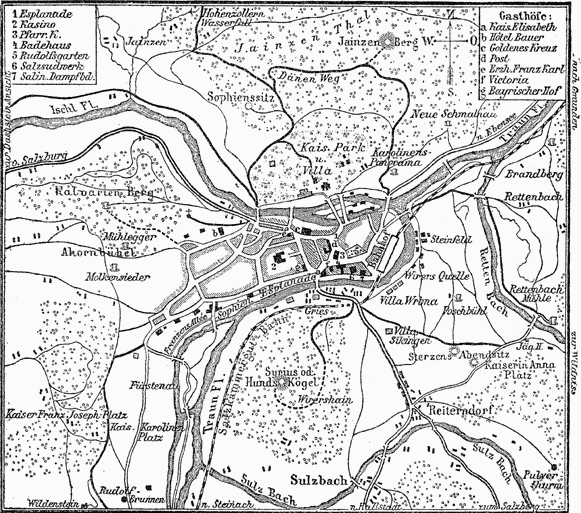
Karte von Ischl (1888), Rettenbach am rechten Rand

Rettenbach ist ein Ortsteil von Bad Ischl im Bezirk Gmunden in Oberösterreich.

## Geografie
Der Ort liegt jenseits (östlich) des Rettenbachs und jenseits der Traun. Zu Rettenbach gehört auch die Rettenbacher Mühle und das ehemalige Schlösschen Rosenkränzl (heute Rosenschlössel in der Rosenkranzgasse in der Nähe der Rettenbachklamm).

## Geschichte
Der Name der Siedlung ist eine Ableitung des Flussnamens Rettenbach. Die Siedlung Rettenbach wird bereits 1525 erwähnt, als geheime Zusammenkünfte von Protestanten „im Schlösschen Rosenkränzl (…) zu Rettenbach“ stattfanden. 1576 wird unter den neu auftretenden Ischler Bürgern ein Sebastian Rettenbacher am Rettenbach erwähnt. 1609 war ein Andre Engel am Rettenpach ansässig. 1646–1648 bewohnte ein „Graf von Rosenkränzl“ das gleichnamige Schlösschen in Rettenbach.
1838 wurde Franz Wirer mit dem Titel „Ritter von Rettenbach“ geadelt. Eine alte Adelsfamilie, welche sich nach Rettenbach nannte, gab es aber nicht.
Noch 1888 bestand Rettenbach nur aus wenigen Häusern. Der verstärkte Wohnungsbau seit 1945 hat den Ortsteil mittlerweile auf 496 Einwohner (Stand 1. Jänner 2024) anwachsen lassen.